# Chikkamagaluru
Chikkamagaluru, bis 2014 Chikmagalur (Kannada: ಚಿಕ್ಕಮಗಳೂರು Cikkamagaḷūru), ist eine Stadt  mit rund 130.000 Einwohnern im indischen Bundesstaat Karnataka. Sie ist Verwaltungszentrum des Distrikts Chikkamagaluru.

## Lage und Klima
Die Stadt Chikkamagaluru liegt knapp 250 km (Fahrtstrecke) westlich der Hauptstadt Bengaluru am Fuße der Baba-Budan-Berge, einem östlichen Ausläufer der Westghats, in einer Höhe von ca. 1035 m. Wegen der Höhenlage ist das Klima für indische Verhältnisse gemäßigt; Regen (ca. 1005 mm/Jahr) fällt nahezu ausschließlich in den Monsunmonaten Mai bis Oktober.

## Bevölkerung
| Jahr      | 1991   | 2001    | 2011    |
| Einwohner | 60.816 | 101.251 | 118.401 |

Ungefähr 70 % der Bevölkerung sind Hindus und 25,5 % Muslime; der Rest entfällt auf andere Religionen (Christen ca. 3,5 %, Jains ca. 1 %). Der männliche und der weibliche Bevölkerungsanteil sind ungefähr gleich hoch. Die Hauptsprachen sind Kannada und Hindi, unter den Muslimen ist Urdu verbreitet.

## Wirtschaft
Die Umgebung der Stadt ist immer noch in hohen Maße landwirtschaftlich orientiert; es wird vorrangig Kaffeeanbau betrieben. Die Stadt selbst bildet ein regional bedeutsames Zentrum für Handwerk, Handel, Kleinindustrie und Dienstleistungen aller Art.

## Geschichte
Über die Geschichte des Ortes ist nur wenig bekannt: Im Mittelalter gehörte sie zum Einflussbereich des Hoysala-Reiches, im 15. und 16. Jahrhundert stand sie unter der Kontrolle des Vijayanagar-Reiches, später dann der Briten, die in den umliegenden Bergen mehrere Hill Stations betrieben. Die eigentliche Stadtentwicklung fand erst im 20. Jahrhundert statt.

## Sehenswürdigkeiten
Chikkamagaluru selbst hat keine Sehenswürdigkeiten von kulturellem oder historischem Interesse, ist aber als Ausgangspunkt für Besuche der Hoysala-Tempel von Halebid, Belur, Korvangla und Doddagaddavalli, sowie des Jaina-Heiligtums Shravanabelagola von einer gewissen touristischen Bedeutung.

## Persönlichkeiten
- Deepak Valerian Tauro (* 1967), römisch-katholischer Geistlicher, Weihbischof in Delhi